# 다이스 (만화)
《다이스》(DICE)는 윤현석 작가가 네이버에 매주 일요일에 연재하고있는 웹툰이다. 주인공 동태가 모든 것을 바꿀 수 있게 해주는 다이스를 얻게 되면서 시작한다.

## 등장인물
동태
동태는 처음에는 잘생기지도 않고 아무것도 잘하지 않는 빵셔틀이었던 소년이었다. 그러나, 다이스를 손에 얻게 되며 자신의 모든 것을 바꾼다. 그래서 동태는 키도 커지고 잘생겨지며 능력치도 크게 바뀐다. 다이스를 좋은 곳에 쓰고 싶어한다.
은주
원래는 얼굴도 예쁘고 착하며 노래도 잘하는 인기 많은 합창부 소녀였다. 그러나 뒤늦게 다이스에 대해 알게되면서 학교 친구들이 잔인하고 폭력적으로 변하는게 다이스 때문이라고 생각해서 다이스를 없애고 싶어한다. 동태가 미오와 사귀기 전, 짝사랑하던 대상이었다.
태빈
동태와 마찬가지로 원래는 아무것도 잘하지 않는 왕따였다. 그러나 다이스를 접하게 되면서 모든 것을 완벽하게 바꾼다. 그 후로 친구들과 다이스 때문에 약간의 갈등이 생긴 후 동태네 학교로 전학온다.
미오
처음엔 아무도 신경쓰지 않는 소녀였는데 다이스를 접하게 되면서 외모가 바뀌고 동태의 친구가 된다. 오래전부터 좋아했던 동태에게 고백을 하고 사귀게 된다. 다이스로 모습을 바꾸기 전의 자신의 외모에 대한 콤플렉스가 있다.
엑스
등장인물들이 접하게 된 다이스를 통제하는 인물이다. 주사위 모양의 것이 있는 모든 곳에서 일어나는 일들을 다 알 수 있다. 누군가가 다이스를 충분히 모아 엑스에게 도전한 후, 승리하면 새로운 다이스의 지배자가 될 수 있다.
무영
```
다이서들의 집합, 오랫동안 액스에게 대항했고, 다른 다이서들을 집어 삼켜 누구보다 강한 욕망의 소유자, 원하는 소망을 이루지 못하게 되자 그들은 이 세상을 리셋키려함.
```

병철